# Georges Grignard
Pas d'image ? Cliquez ici

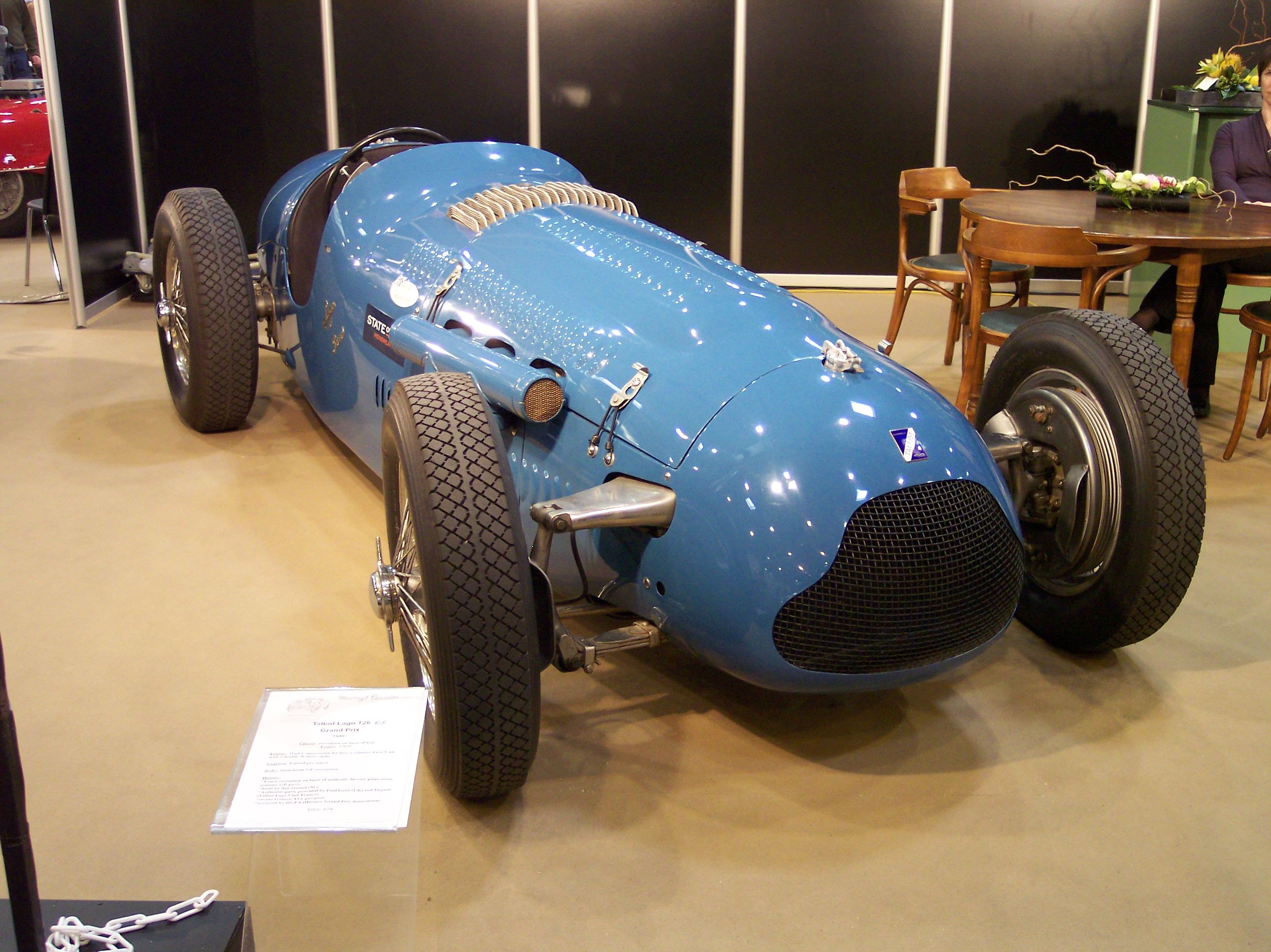
Une Talbot-Lago T26 Grand Prix de 1949.

Georges Paul Auguste Grignard, né le 25 juillet 1905 à Villeneuve-Saint-Georges (Seine-et-Oise) et mort le 7 décembre 1977 au Port-Marly, est un pilote français de course automobile, de 1925 à 1956.

## Biographie
Il débute en compétition en 1925 alors qu'il est encore employé chez Hotchkiss. Il devient ensuite garagiste à compter des années 1930. 
Il court en Grand Prix mais également en endurance et en rallye durant les années 1920 (inscrit lors des éditions 1928 et 1929 du Monte-Carlo par exemple). Avant-guerre, il obtient un podium Voiturettes lors du Bol d'or 1936, sur Amilcar.
Disputant une trentaine de Grands Prix hors championnat après-guerre de 1946 à 1953, il remporte celui de la ville de Paris, en 1950, sur une Talbot-Lago T26C après avoir été second la saison précédente avec la même voiture. Il obtient deux podiums en 1946, aux Grand Prix de Bourgogne (deuxième) et de  Marseille (troisième), sur Delahaye Type 135S. 
En 1946 aussi, il finit quatrième du Grand Prix de Belgique sur Delahaye 135CS 3,6 L, en SportCars. En 1949, il termine cinquième des 24 Heures du Mans sur Delahaye 135 S avec Robert Brunet, pour son unique apparition,. 
En 1949 toujours, il finit sixième du Grand Prix de Pau sur Talbot-Lago T26C, associé à Yves Giraud-Cabantous. Il remporte le Grand Prix de Paris en 1950 avec la Talbot-Lago. Ultérieurement ses T26 (GS et C) 2L. lui permettent d'obtenir une série de secondes places lors de courses parisiennes pour voiture de sport à Montlhéry, durant les saisons 1951-1952-1953 (Coupes du Salon, puis d'Automne, et enfin de Printemps). 
En 1953, il est encore sixième du Grand Prix de Rouen, toujours sur Talbot-Lago (il a quitté Delahaye à la fin de la saison 1948 pour terminer sa carrière avec cette marque). 
Pendant les essais de la Coupe du Salon à Montlhéry le 24 avril 1954, Guy Mairesse, en essayant la Talbot-Lago T26 GS qu'il partage avec Georges son coéquipier, sort de la route en voulant éviter la Renault 4CV de Jean Gamot, occupant le milieu de la piste, en percutant un mur de béton et se tue. 
Grignard arrête la compétition en 1956. Depuis son garage, il distribue ensuite à travers le monde des pièces détachées de Talbot-Lago, ayant racheté le fonds en 1959.
Il est enterré au cimetière ancien de Puteaux.

## Résultats en championnat du monde de Formule 1
| Saison | Écurie | Châssis          | Moteur            | Pneus  | GP disputés | Qualification | Résultat |
| ------ | ------ | ---------------- | ----------------- | ------ | ----------- | ------------- | -------- |
| 1951   | Privé  | Talbot-Lago T26C | Talbot 6 en ligne | Dunlop | Espagne     | 16e           | abandon  |